# Jesús Arellano
José de Jesús Arellano Alcocer (Monterrey, 1973. május 8. – ) mexikói válogatott labdarúgó. 

## Pályafutása

### Klubcsapatban
Monterreyben született. Pályafutása nagy részét szülővárosában töltötte a CF Monterrey tagjaként. 1992 és 1997, illetve 2000 és 2011 között volt a klub játékosa. 1997 és 2000 között a CD Guadalajara csapatában játszott. 

### A válogatottban
1995 és 2006 között 69 alkalommal szerepelt az mexikói válogatottban és 7 gólt szerzett. Részt vett az 1996. évi nyári olimpiai játékokon, az 1998-as, a 2002-es és a 2006-os világbajnokságon, a 2000-es CONCACAF-aranykupán, a 2001-es, és a 2004-es Copa Américán, illetve tagja volt az 1999-es konföderációs kupán, és a 2003-as CONCACAF-aranykupán aranyérmet szerző csapatnak is. 

## Sikerei, díjai
CF Monterrey
- Mexikói bajnok (3): 2003 Clausura, 2009 Apertura, 2010 Apertura
- CONCACAF-bajnokok ligája (1): 2010–11
- Kupagyőztesek CONCACAF-kupája (1): 1993

Mexikó
- Konföderációs kupa győztes (1): 1999
- CONCACAF-aranykupa győztes (1): 2003
- Copa América döntős (1): 2001